# Trattato di Aranjuez (1801)
Il trattato di Aranjuez fu un trattato stipulato tra la Spagna e la Francia napoleonica. L'accordo confermava i termini del Trattato di San Idelfonso (1 ottobre 1800).

## Storia
Stante la situazione internazionale dell'epoca, il re di Spagna aveva promesso all'allora primo console francese Napoleone Bonaparte che avrebbe convinto il suo lontano cugino Ferdinando, duca di Parma, a cedere il suo possedimento in Italia in cambio di una "indennità onorevole". Di fronte alla mancata collaborazione del duca, in uno spregiudicato giro di cambiali allo scoperto la Francia si impegnò a che il Granducato di Toscana ed il Principato di Piombino, aree rispettivamente asburgiche e napoletane, passassero al figlio di Ferdinando, Ludovico, il quale avrebbe ottenuto il titolo di "Re d'Etruria".
Il granduca toscano dell'epoca, Ferdinando III, sarebbe stato a sua volta ricompensato coi territori secolarizzati del Principato arcivescovile di Salisburgo. L'Isola d'Elba e la città fortificata di Portoferraio furono cedute alla Francia anche se all'epoca si trovavano ancora sotto occupazione britannica.
Con la Pace di Firenze (28 marzo 1801), di poco successiva, venne inoltre ratificato che re Ferdinando IV di Napoli avrebbe ceduto lo Stato dei Presidi alla Francia, ma questo passò poi all'Etruria.
L’obiettivo francese di questo complicatissimo puzzle si trovava però a ottomila chilometri di distanza, nell’impegno spagnolo a restituire ai transalpini Nuova Orleans e tutta la Louisiana dell’epoca, un quarto della superficie degli attuali Stati Uniti continentali, che il governo iberico fu disposto a cedere pur di ottenere la Toscana.